# Гнатовка (Киевская область)
Гнатовка (укр. Гнатівка) — село, входит в Бучанский район Киевской области Украины.
Население по переписи 2001 года составляло 354 человека. Почтовый индекс — 08160. Телефонный код — 4598. Занимает площадь 0,793 км². До 2020 входило в Киево-Святошинский район. Сейчас состоит в Белогородской объединенной территориальной общине Бучанского района.

## Галерея

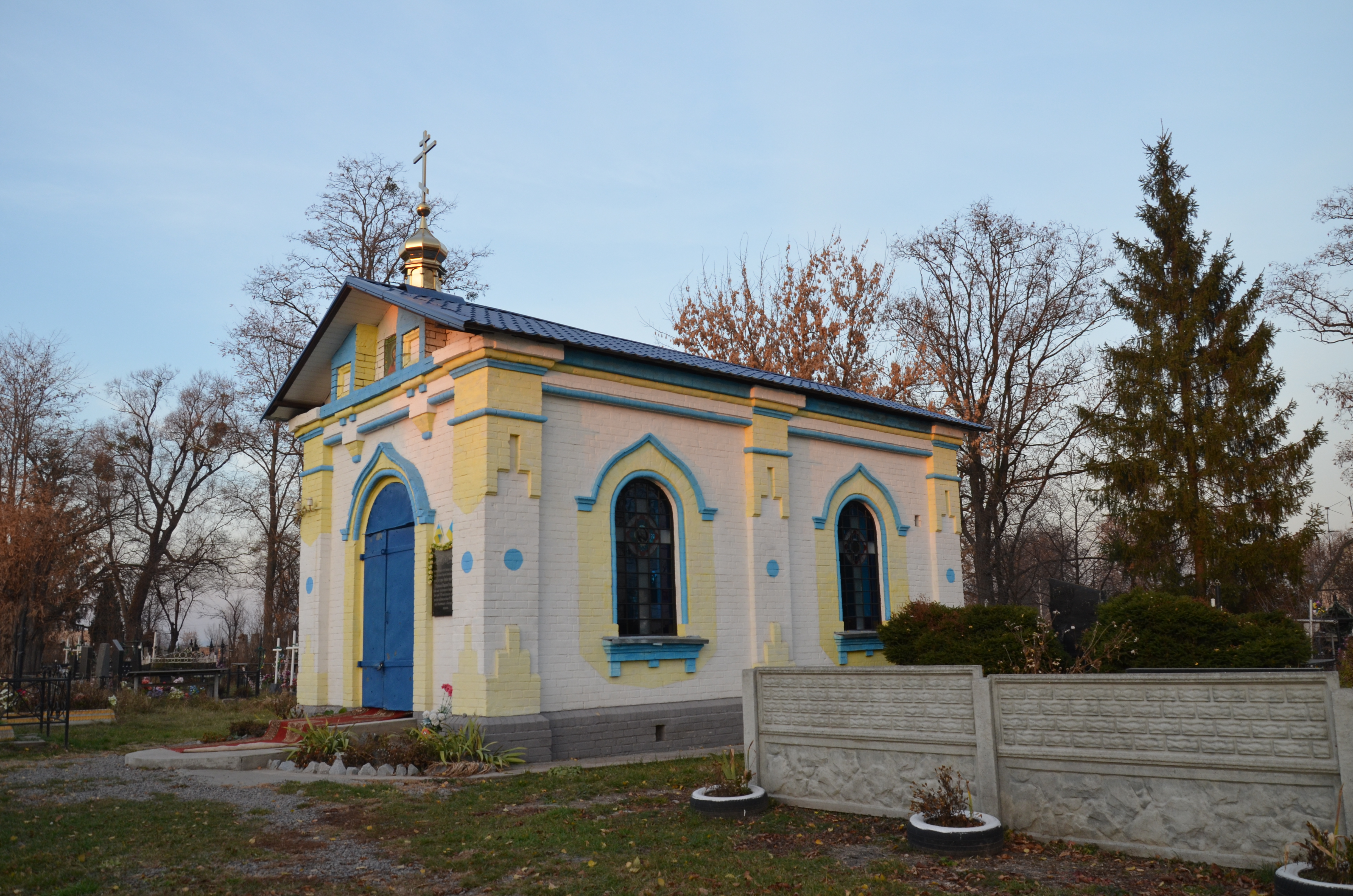
Церковь Рождества Пресвятой Богородицы на сельском кладбище (1905 г.)
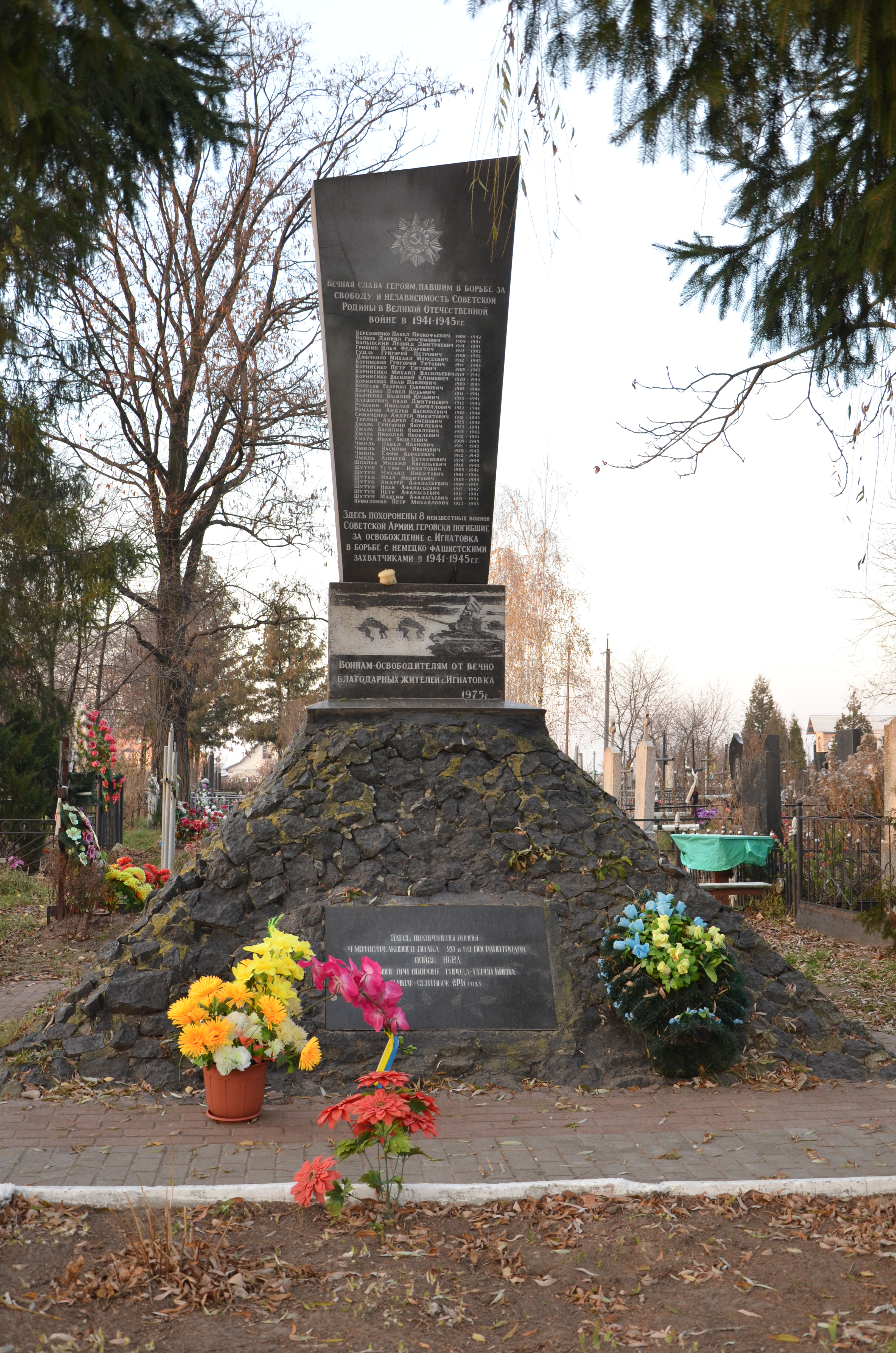
Памятник воинам-односельчанам, погибшим в Великой Отечественной войне 1941-1945 гг.

## Местный совет
08114, Київська обл., Бучанский р-н, с. Гореничі, вул. Леніна, 204